# Soalhães
Soalhães is een plaats (freguesia) in de Portugese gemeente Marco de Canaveses en telt 3817 inwoners (2001).

## Geboren
- José de Queirós Alves (1941), Rooms-Katholieke missionaris en aartsbisschop in Angola